# Juan Luis Cipriani Thorne
Pour les articles homonymes, voir Cipriani.
Juan Luis Cipriani Thorne, né le 28 décembre 1943 à Lima au Pérou, est un cardinal péruvien, membre de la Société sacerdotale de la Sainte Croix — branche cléricale de l'Opus Dei — et archevêque de Lima de 1999 à 2019.
Il a été critiqué par le prix Nobel Mario Vargas Llosa pour ses liens avec la dictature d'Alberto Fujimori.
Il est forcé à démissionner, en 2019, à la suite d'accusations de pédophilie.

## Biographie

### Jeunesse et formation
Juan Luis Cipriani Thorne grandit dans la famille d'un père ophtalmologiste avec ses dix frères et sœurs. Il est le neveu d'un professeur de droit, ministre de la Défense, Jaime Thorne. Il étudie au collège des marianistes et, jeune, excelle comme joueur de basket-ball. Il a joué pour l'équipe nationale du Pérou. Il étudie le génie civil à l'Université nationale du génie du Pérou. Il œuvre dans son métier avant d'être ordonné dans la société sacerdotale de la Sainte-Croix (prêtres de l'Opus Dei) en 1977. Il obtient ensuite un doctorat en théologie de l'université de Navarre.

### Évêque
En 1988, il est nommé évêque titulaire (ou in partibus) de Turuzi (de) et évêque auxiliaire d'Ayacucho dans la province de Huamanga (alors en pleine zone d’opérations de la guérilla du Sentier lumineux), avant de devenir archevêque de ce diocèse en 1995. Il parvient à faire rouvrir le grand séminaire de Huamanga, qui était resté fermé pendant trente-huit ans, et fait construire dix-sept églises. En 1996, il parvient à négocier la paix lors de la prise des otages de la résidence de l'ambassadeur du Japon à Lima par des terroristes. 
Il est nommé archevêque de Lima en 1999.  

### Cardinal
Jean-Paul II le crée cardinal au consistoire du 21 février 2001 avec le titre de cardinal-prêtre de San Camillo de Lellis. Avec le cardinal Julián Herranz Casado, il est l'un des deux seuls cardinaux membres de l'Opus Dei. Il participe au conclave de 2005 et à celui de 2013 qui élisent respectivement les papes Benoît XVI et François.
En 2011, à l'occasion du 190e anniversaire de l'indépendance du Pérou, le cardinal prononce une homélie en la cathédrale de Lima. Il affirme : « Bien que parfois les deux concepts de Nation et de Patrie se confondent, il est nécessaire de les distinguer si nous voulons penser et procéder avec une absolue précision. La Patrie se réfère à un héritage reçu, cet ensemble de valeurs qui se transmettent d’une génération à l’autre et qui en viennent à constituer une sorte de capital que l’on partage et que l’on reçoit aussi en héritage. Le progrès ne naît pas de la destruction ou du changement systématique, et ne les exige pas non plus, parce qu’il est croissance dans la continuité. » À cette occasion, il cite le catéchisme de l’Église catholique de 1992 et la constitution pastorale Gaudium et Spes du concile Vatican II.
Le 8 mars 2014, il est nommé membre pour cinq années du conseil pour l'économie du Saint-Siège.

## Destitution
Le pape François le force à démissionner le 25 janvier 2019 après les accusations de pédophile.

## Accusations d'abus sexuels et sanctions du Vatican
À la suite des allégations d'abus sexuels, le cardinal se voit infliger des sanctions pénales avec certaines mesures disciplinaires relatives à son activité publique, son lieu de résidence et l'utilisation de ses insignes,. Le cardinal Cipriani a déclaré son innocence.

## Prises de position et controverses
Le cardinal Thorne est connu pour sa position critique envers la théologie de la libération et envers certains groupes qu'il qualifie de droit-de-l'hommisme.
Il a même qualifié d'ingénu le Préfet de la congrégation pour la Doctrine de la Foi, l'archevêque allemand Gerhard Ludwig Müller, pour avoir soutenu une rencontre entre le Pape François et le théologien Gustavo Gutiérrez,, apôtre de la théologie de la libération.
Avec le cardinal Pell, il appuie la peine de mort pour des cas d'exception.
Sur les rôles du père et de la mère dans la famille chrétienne:
«Dieu a mis le père à la tête des enfants et l'a rendu respectable, c'est-à-dire digne de respect; et tous nous avons vu dans notre famille que la maman s'occupe du bon fonctionnement de la maison. Ceci est le message de Dieu. Le père est l'autorité de tout le projet familial.»
« La mère est celle qui modèle tout l'intérieur du foyer, l'ambiance de la maison. Elle corrige le caractère des enfants, prépare les fêtes d'anniversaire, veille à  ce que les vêtements soient propres, installe les décorations et les fleurs dans les différentes pièces de la maison; elle donne les permissions aux filles et garçons pour les sorties, les avertit d'être prudents. Ceci est la tâche de la mère. Cela ne veut pas dire que le père et la mère sont égaux, mais ils ont la même dignité. »
Sur les moyens de communication modernes :
« Sur la question des cellulaires, combien d'infidélités, combien de foyers se rompent à cause de WhatsApp. Ce n'est pas que je sois rétrograde, mais quelqu'un doit dire la vérité. Combien de personnes sont dans WhatsApp, fabriquant l'infidélité. Rencontres équivoques avec une autre femme, avec un autre mari, le tout à travers d'un réseau plus ou moins anonyme. »
Juan Luis Cipriani Thorne a fait l'objet de nombreuses polémiques et critiques de la part d'organisation de défense des droits de l'homme. Parmi les nombreux faits dont celles-ci l'accusent on peut noter :
- son soutien et son implication supposée dans la dictature d'Alberto Fujimori. Bien que le cardinal Cipriani se défende de toute proximité avec le régime dictatorial, le prix Nobel de Littérature Mario Vargas Llosa le dénonce à plusieurs reprises dans les années 2000 (Cipriani a entre autres célébré le mariage de la fille du dictateur Fujimori)[12]. Dans un entretien à l’agence Zénith[13], Juan Luis Cipriani Thorne a nié « faire partie du système de Fujimori » et a déclaré qu’il s’agissait là d’une caricature « J’ai bénéficié d’une certaine proximité avec le président, parce que j’ai été archevêque d’Ayacucho, le berceau du terrorisme du Sentier lumineux jusqu’en 1999. Quand est apparu au sein de la population ce désir énorme de mettre un terme au terrorisme, je me suis trouvé au cœur même du problème. Cela m’a amené à voir fréquemment Fujimori et à m’entretenir régulièrement avec lui des moyens de parvenir à la pacification ». Il déclare dans ce même entretien s'être opposé à la campagne de stérilisation et d'eugénisme imposée par le président Fujimori à l'encontre des populations indigènes : 330 000 femmes et 25 000 hommes en auraient été victimes selon un rapport du ministère de la Santé. L'objectif avait été de juguler la démographie pour bénéficier d'une aide économique accrue promise par les États-Unis, mais également de réduire des populations suspectes de sympathies pour la guérilla du Sentier lumineux[14],[15].
- son refus de donner la communion aux personnes favorables à l'avortement ainsi que son opposition avec divers jésuites (on note sa dispute avec le père Luis Bambarén Gastelumendi, alors président de la Conférence épiscopale péruvienne)[16].
- selon certains adeptes de la théorie du complot : il serait impliqué indirectement dans divers meurtres (le Réseau Voltaire soutient qu'il aurait été au courant d'assassinats envers des personnalités progressistes et altermondialistes comme des membres péruviens du Mouvement des sans-terre et du Forum social mondial), mais ces faits ne sont pas avérés[17].
- son soutien à l'amnistie envers le groupuscule paramilitaire Grupo Colina[18].